# Список глав правительства Узбекистана
Список глав правительства Узбекистана включает лиц, являвшихся главами правительства Узбекистана со времени создания в 1924 году Узбекской ССР как союзной республики СССР, объединившей территории бывших Туркестанской АССР, Хорезмской ССР и Бухарской ССР, разделившихся на союзные и автономные республики в ходе национально-территориального размежевания Средней Азии.
В настоящее время главой правительства страны является Премьер-министр Республики Узбекистан (узб. Oʻzbekiston Respublikasi Bosh vaziri). Кандидатура главы правительства выдвигается политической партией, набравшей наибольшее количество депутатских мест на выборах в Законодательную палату, на рассмотрение президента Узбекистана. После рассмотрения представленной кандидатуры, президент предлагает её на рассмотрение и утверждение Олий Мажлиса (парламента). Если за неё будет отдано более половины голосов от общего числа депутатов Законодательной палаты и членов Сената Олий Мажлиса, кандидатура считается утверждённой и назначается президентом на должность премьер-министра.
Использованная в первом столбце таблиц нумерация является условной; также условным является использование в первом столбце цветовой заливки, служащей для упрощения восприятия принадлежности лиц к различным политическим силам без необходимости обращения к столбцу, отражающему партийную принадлежность. В столбце «Выборы» отражены состоявшиеся выборные процедуры, сформировавшие состав парламента, утвердившего состав правительства или поддержавшего его. Для удобства список разделён на принятые в историографии периоды истории страны. Приведённые в преамбулах к каждому из разделов описания этих периодов призваны пояснить особенности её политической жизни.
В XX веке узбекская письменность 4 раза меняла графическую основу официально используемого алфавита (арабскую до 1929 года, латинскую до 1940 года, кириллическую, до сих пор имеющую широкое, но не официальное распространение в стране, и вновь латинскую, окончательный переход на которую так и не был завершён), что отражало как потребности носителей языка, так и политическую конъюнктуру. По возможности, узбекские имена и наименования государственных должностей и самого государства, приведены в списке с учётом использовавшейся в соответствующий период письменности.

## Узбекская Социалистическая Советская Республика (1924—1936) в составе СССР
В апреле 1917 года после Февральской революции в России власть в регионе перешла к Туркестанскому комитету Временного правительства. Параллельно с этим в Туркестане появились как Советы рабочих и солдатских депутатов, начавшие подготовку к реализации новой революции, так и местные националистические организации. Так, 1 (14) ноября в результате вспыхнувшего восстания в Ташкенте была провозглашена советская власть, предложение местных мусульман о создании коалиционного правительства которой было отвергнуто. В связи с этим 28 ноября (11 декабря) недалеко от Ташкента, в Коканде, в противовес большевикам была провозглашена Кокандская автономия в составе Российской республики, возглавлявшаяся Туркестанским автономным правительством. После уличных боёв 9 (22) февраля 1918 года красногвардейские отряды взяли Коканд, упразднив автономию. 30 апреля Всетуркестанский съезд Советов провозгласил автономией в составе РСФСР Туркестанскую Советскую Федеративную Республику, включившую территорию Туркестанского края. В феврале председатель Туркестанского СНК попытался установить в Бухарском эмирате советскую власть, однако получил отпор от местных войск эмира. В сентябре 1920 года Туркестанский фронт РККА во главе с Михаилом Фрунзе захватил Бухару, где 8 октября была провозглашена Бухарская народная советская республика, преобразованная в сентябре 1924 года в Бухарскую ССР в составе СССР. Ранее, в апреле, в результате восстания в столице Хивинского ханства большевиками была провозглашена Хорезмская НСР, позже вошедшая в состав СССР как Хорезмская ССР.
12 июня 1924 года Среднеазиатское бюро ЦК РКП(б) издало постановление «О национальном размежевании республик Средней Азии». В сентябре Туркестанский ЦИК, Всебухарский и Всехорезмский курултаи (съезды) Советов приняли решение объединить населяющие их народы в государственные образования на основе национального принципа и о будущем вхождении этих образований на договорных началах в СССР. 27 октября ЦИК СССР утвердил принятые ранее решения — из частей Туркестанской АССР, Бухарской и Хорезмской ССР была образована Узбекская Социалистическая Советская Республика (узб. جمهورية أوزبكستان الاشتراكية السوفياتية), в которую также входила Таджикская АССР. 18 ноября в республике был создан Революционный комитет (Ревком). В феврале 1925 года на I Всеузбекском съезде Советов избран Центральный исполнительный комитет, сменивший Ревком, и сформирован Совет народных комиссаров — правительство Узбекистана. 13 мая государственное образование, являвшееся частью СССР, вошло в его состав как союзная республика, распространив на своей территории действие Договора об образовании СССР. 31 марта 1927 года в республике была принята первая конституция. 16 октября 1929 года Таджикская АССР преобразовалась в союзную республику СССР. 5 декабря 1936 года на чрезвычайном VIII Всесоюзном съезде Советов была принята новая Конституция СССР, в которой было отражено новое название Узбекистана — Узбекская Советская Социалистическая Республика.
|        | Портрет | Имя (годы жизни)                                                                                                 | Полномочия      | Полномочия     | Партия                                            | Наименование должности | Пр.                  |
| Начало | Портрет | Имя (годы жизни)                                                                                                 | Окончание       |                | Партия                                            | Наименование должности | Пр.                  |
| ------ | ------- | --- | --------------- | -------------- | ------------------------------------------------- | --- | -------------------- |
| 1      |         | Файзулла Губайдуллаевич Ходжаев (1896—1938) узб. رئيس اللجنة الثورية المؤقتة / Fayzulla Ubaydullayevich Xoʻjayev | 17 февраля 1925 | 5 декабря 1936 | Коммунистическая партия (большевиков) Узбекистана | Председатель Совета народных комиссаров Узбекской Социалистической Советской Республики узб. رئيس مجلس مفوضي الشعب لجمهورية أوزبكستان الاشتراكية السوفياتية / узб. Ozʙekstan Sotsialistik Sovet Respuʙlikasiniꞑ Xalq Komissarlari Soveti raisi | [ 16 ] [ 17 ] [ 18 ] |

## Узбекская Советская Социалистическая Республика (1936—1991) в составе СССР
5 декабря 1936 года на чрезвычайном VIII Всесоюзном съезде Советов была принята новая Конституция СССР, в которой было отражено новое название Узбекистана — Узбекская Советская Социалистическая Республика (узб. Oʻzbekiston Sovet Sotsialistik Respublikasi), в состав которой включена территория Кара-Калпакской АССР, ранее являвшейся автономной республикой РСФСР. В феврале 1937 года VI Всеузбекский съезд Советов принял новую узбекскую конституцию, согласно которой высшим органом государственной власти в республике стал Верховный Совет, а высшим исполнительным — Совет министров (СМ; переименование СНК в СМ произошло только в 1946 году).
Во второй половине 1980-х годов на волне «перестройки» в стране проходила либерализация и политика гласности. В марте 1990 года на выборах в Верховном Совете президентом советской республики избран Ислам Каримов; одновременно с этим, с ноября он возглавлял правительство УзССР. 20 июня Совет принял декларацию «О государственном суверенитете», 31 августа 1991 года им провозглашена государственная независимость страны, которая стала называться «Республикой Узбекистан».
|          | Портрет       | Имя (годы жизни)                                                                               | Полномочия       | Полномочия | Партия | Наименование должности | Пр.           |
| Начало   | Портрет       | Имя (годы жизни)                                                                               | Окончание        | | Партия | Наименование должности | Пр.           |
| -------- | ------------- | ---------------------------------------------------------------------------------------------- | ---------------- | --- | --- | --- | ------------- |
| (1)      |               | Файзулла Губайдуллаевич Ходжаев (1896—1938) узб. Fayzulla Ubaydullayevich Xoʻjayev             | 5 декабря 1936   | 17 июня 1937 | Коммунистическая партия (большевиков) Узбекистана | Председатель Совета народных комиссаров Узбекской Советской Социалистической Республики узб. Ozʙekstan Sovet Sotsialistik Respuʙlikasiniꞑ Xalq Komissarlari Soveti raisi / узб. Ўзбекистон Совет Социалистик Республикасининг Халк Комиссарлари Совети раиси | [ 16 ] [ 17 ] |
| 2        |               | Абдулла Каримович Каримов (1896—1940) узб. Abdulla Karimovic Karimov                           | 26 июля 1937     | 1 октября 1937 | Коммунистическая партия (большевиков) Узбекистана | Председатель Совета народных комиссаров Узбекской Советской Социалистической Республики узб. Ozʙekstan Sovet Sotsialistik Respuʙlikasiniꞑ Xalq Komissarlari Soveti raisi / узб. Ўзбекистон Совет Социалистик Республикасининг Халк Комиссарлари Совети раиси | [ 21 ] [ 22 ] |
| 3        |               | Султан Сегизбаевич Сегизбаев (1899—1939) узб. Sulton Segizbojevic Segizbojev                   | 2 октября 1937   | июль 1938 | Коммунистическая партия (большевиков) Узбекистана | Председатель Совета народных комиссаров Узбекской Советской Социалистической Республики узб. Ozʙekstan Sovet Sotsialistik Respuʙlikasiniꞑ Xalq Komissarlari Soveti raisi / узб. Ўзбекистон Совет Социалистик Республикасининг Халк Комиссарлари Совети раиси | [ 23 ] [ 24 ] |
| 4 (I—II) |               | Абдуджабар Абдуджабарович Абдурахманов (1907—1975) узб. Абдужаббор Абдужабборович Абдураҳмонов | 23 июля 1938     | 15 марта 1946 | Коммунистическая партия (большевиков) Узбекистана | Председатель Совета народных комиссаров Узбекской Советской Социалистической Республики узб. Ozʙekstan Sovet Sotsialistik Respuʙlikasiniꞑ Xalq Komissarlari Soveti raisi / узб. Ўзбекистон Совет Социалистик Республикасининг Халк Комиссарлари Совети раиси | [ 25 ] [ 26 ] |
| 4 (I—II) | 15 марта 1946 | Абдуджабар Абдуджабарович Абдурахманов (1907—1975) узб. Абдужаббор Абдужабборович Абдураҳмонов | 24 апреля 1950   | Председатель Совета министров Узбекской Советской Социалистической Республики узб. Ўзбекистон Совет Социалистик Республикасининг Министрлар Совети раиси | Коммунистическая партия (большевиков) Узбекистана | | [ 25 ] [ 26 ] |
| 5        |               | Абдуразак Мавлянович Мавлянов (1908—1978) узб. Абдураззоқ Мавлонович Мавлонов                  | 24 апреля 1950   | Председатель Совета министров Узбекской Советской Социалистической Республики узб. Ўзбекистон Совет Социалистик Республикасининг Министрлар Совети раиси | Коммунистическая партия (большевиков) Узбекистана | 18 мая 1951 | [ 27 ] [ 28 ] |
| 6 (I)    |               | Нуритдин Акрамович Мухитдинов (1917—2008) узб. Нуриддин Акрамович Муҳиддинов                   | 18 мая 1951      | Председатель Совета министров Узбекской Советской Социалистической Республики узб. Ўзбекистон Совет Социалистик Республикасининг Министрлар Совети раиси | Коммунистическая партия (большевиков) Узбекистана | 7 мая 1953 | [ 29 ] [ 30 ] |
| 7        |               | Усман Юсупович Юсупов (1900—1966) узб. Усмон Юсупович Юсупов                                   | 7 мая 1953       | Председатель Совета министров Узбекской Советской Социалистической Республики узб. Ўзбекистон Совет Социалистик Республикасининг Министрлар Совети раиси | 18 декабря 1954 | Коммунистическая партия Узбекистана | [ 31 ] [ 32 ] |
| 6 (II)   |               | Нуриддин Акрамович Муҳиддинов (1917—2008) узб. Нуриддин Акрамович Муҳиддинов                   | 18 декабря 1954  | Председатель Совета министров Узбекской Советской Социалистической Республики узб. Ўзбекистон Совет Социалистик Республикасининг Министрлар Совети раиси | 22 декабря 1955 | Коммунистическая партия Узбекистана | [ 29 ] [ 30 ] |
| 8        |               | Сабир Камалович Камалов (1910—1990) узб. Собир Камолович Камолов                               | 22 декабря 1955  | Председатель Совета министров Узбекской Советской Социалистической Республики узб. Ўзбекистон Совет Социалистик Республикасининг Министрлар Совети раиси | 30 декабря 1957 | Коммунистическая партия Узбекистана | [ 33 ] [ 34 ] |
| 9        |               | Мансур Зияевич Мирза-Ахмедов (1909—1971) узб. Мансур Зиёевич Мирзааҳмедов                      | 30 декабря 1957  | Председатель Совета министров Узбекской Советской Социалистической Республики узб. Ўзбекистон Совет Социалистик Республикасининг Министрлар Совети раиси | 16 марта 1959 | Коммунистическая партия Узбекистана | [ 35 ] [ 36 ] |
| 10       |               | Ариф Алимович Алимов (1912—2005) узб. Ориф Олимович Олимов                                     | 16 марта 1959    | Председатель Совета министров Узбекской Советской Социалистической Республики узб. Ўзбекистон Совет Социалистик Республикасининг Министрлар Совети раиси | 27 сентября 1961 | Коммунистическая партия Узбекистана | [ 37 ] [ 38 ] |
| 11       |               | Рахманкул Курбанович Курбанов (1912—2012) узб. Раҳмонқул Қурбонович Қурбонов                   | 27 сентября 1961 | Председатель Совета министров Узбекской Советской Социалистической Республики узб. Ўзбекистон Совет Социалистик Республикасининг Министрлар Совети раиси | 25 февраля 1971 | Коммунистическая партия Узбекистана | [ 39 ] [ 40 ] |
| 12       |               | Нармахонмади Джураевич Худайбердыев (1928—2011) узб. Нормаҳонмади Жўраевич Худойбердиев        | 25 февраля 1971  | Председатель Совета министров Узбекской Советской Социалистической Республики узб. Ўзбекистон Совет Социалистик Республикасининг Министрлар Совети раиси | 3 декабря 1984 | Коммунистическая партия Узбекистана | [ 41 ] [ 42 ] |
| 13       |               | Гайрат Хамидуллаевич Кадыров (1939—) узб. Ғайрат Ҳамидуллаевич Қодиров                         | 3 декабря 1984   | Председатель Совета министров Узбекской Советской Социалистической Республики узб. Ўзбекистон Совет Социалистик Республикасининг Министрлар Совети раиси | 21 октября 1989 | Коммунистическая партия Узбекистана | [ 43 ] [ 44 ] |
| 14       |               | Мирахат Мирхаджиевич Миркасымов (1941—) узб. Мираҳад Мирҳожиевич Мирқосимов                    | 21 октября 1989  | Председатель Совета министров Узбекской Советской Социалистической Республики узб. Ўзбекистон Совет Социалистик Республикасининг Министрлар Совети раиси | 24 марта 1990 | Коммунистическая партия Узбекистана | [ 45 ] [ 36 ] |
| 15       |               | Шукурулла Рахматович Мирсаидов (1938—2012) узб. Шукрулло Раҳматович Мирсаидов                  | 24 марта 1990    | Председатель Совета министров Узбекской Советской Социалистической Республики узб. Ўзбекистон Совет Социалистик Республикасининг Министрлар Совети раиси | 1 ноября 1990 | Коммунистическая партия Узбекистана | [ 46 ] [ 47 ] |
| 16       |               | Ислам Абдуганиевич Каримов (1938—2016) узб. Ислом Абдуғаниевич Каримов                         | 1 ноября 1990    | 31 августа 1991 | Председатель Кабинета министров Узбекской Советской Социалистической Республики узб. Ўзбекистон Совет Социалистик Республикасининг Вазирлар Маҳкамасининг раиси | Коммунистическая партия Узбекистана | [ 48 ] [ 20 ] |

## Республика Узбекистан (с 1991)
В марте 1990 года на выборах в Верховном Совете президентом советской республики избран Ислам Каримов. 20 июня Совет принял декларацию «О государственном суверенитете»; 31 августа 1991 года им провозглашена государственная независимость страны, изменив её название на Республику Узбекистан (узб. Oʻzbekiston Respublikasi). 29 декабря независимость от СССР подтверждена решением всенародного референдума. В тот же день состоялись выборы, на которых президентом Узбекистана вновь избран Каримов.
В январе 1992 года Верховный Совет внёс в Конституцию (советскую конституцию, действовавшую с 1978 года) поправки, учредившие пост премьер-министра Узбекистана. В декабре парламент принял новую конституцию (заменившую конституцию 1978 года), предусматривавшую создание нового органа законодательной власти —
Олий Мажлиса.
|                | Портрет                                    | Имя (годы жизни)                                                                | Полномочия      | Полномочия                                           | Партия                                          | Выборы       | Наименование должности                                                                                           | Пр.           |
| Начало         | Портрет                                    | Имя (годы жизни)                                                                | Окончание       |                                                      | Партия                                          | Выборы       | Наименование должности                                                                                           | Пр.           |
| -------------- | ------------------------------------------ | ------------------------------------------------------------------------------- | --------------- | ---------------------------------------------------- | ----------------------------------------------- | ------------ | --- | ------------- |
| (16)           |                                            | Ислам Абдуганиевич Каримов (1938—2016) узб. Islom Abdugʻaniyevich Karimov       | 31 августа 1991 | 8 января 1992                                        | Коммунистическая партия Узбекистана             | 1990         | Председатель Кабинета министров Республики Узбекистан узб. Oʻzbekiston Respublikasi Vazirlar Mahkamasining raisi | [ 48 ] [ 20 ] |
|                | Народно-демократическая партия Узбекистана | Ислам Абдуганиевич Каримов (1938—2016) узб. Islom Abdugʻaniyevich Karimov       | 31 августа 1991 | 8 января 1992                                        |                                                 | 1990         | Председатель Кабинета министров Республики Узбекистан узб. Oʻzbekiston Respublikasi Vazirlar Mahkamasining raisi | [ 48 ] [ 20 ] |
| 17 (I—II)      |                                            | Абдулхашим Муталович Муталов (1947—) узб. Abdulhoshim Mutalovich Mutalov        | 8 января 1992   | 21 декабря 1995                                      | Народно-демократическая партия Узбекистана      | [ комм. 8 ]  | Премьер-министр Республики Узбекистан узб. Oʻzbekiston Respublikasi Bosh vaziri                                  | [ 51 ] [ 52 ] |
| 17 (I—II)      | 1994—1995                                  | Абдулхашим Муталович Муталов (1947—) узб. Abdulhoshim Mutalovich Mutalov        | 8 января 1992   | 21 декабря 1995                                      | Народно-демократическая партия Узбекистана      |              | Премьер-министр Республики Узбекистан узб. Oʻzbekiston Respublikasi Bosh vaziri                                  | [ 51 ] [ 52 ] |
| 18 (I—II)      |                                            | Уткир Тухтамурадович Султанов (1939—2015) узб. Oʻtkir Toʻxtamurodovich Sultonov | 21 декабря 1995 | 11 февраля 2000                                      | Народно-демократическая партия Узбекистана      | [ комм. 9 ]  | Премьер-министр Республики Узбекистан узб. Oʻzbekiston Respublikasi Bosh vaziri                                  | [ 53 ] [ 54 ] |
| 18 (I—II)      | 11 февраля 2000                            | Уткир Тухтамурадович Султанов (1939—2015) узб. Oʻtkir Toʻxtamurodovich Sultonov | 11 декабря 2003 | 1999                                                 | Народно-демократическая партия Узбекистана      |              | Премьер-министр Республики Узбекистан узб. Oʻzbekiston Respublikasi Bosh vaziri                                  | [ 53 ] [ 54 ] |
| 19 (I—IV)      |                                            | Шавкат Миромонович Мирзиёев (1957—) узб. Shavkat Miromonovich Mirziyoyev        | 11 декабря 2003 | 28 января 2005                                       | Национально-демократическая партия «Фидокорлар» | [ комм. 10 ] | Премьер-министр Республики Узбекистан узб. Oʻzbekiston Respublikasi Bosh vaziri                                  | [ 55 ] [ 56 ] |
| 19 (I—IV)      | 28 января 2005                             | Шавкат Миромонович Мирзиёев (1957—) узб. Shavkat Miromonovich Mirziyoyev        | 27 января 2010  | 2004—2005                                            | Национально-демократическая партия «Фидокорлар» |              | Премьер-министр Республики Узбекистан узб. Oʻzbekiston Respublikasi Bosh vaziri                                  | [ 55 ] [ 56 ] |
|                | 27 января 2010                             | Шавкат Миромонович Мирзиёев (1957—) узб. Shavkat Miromonovich Mirziyoyev        | 23 января 2015  | Демократическая партия Узбекистана «Миллий тикланиш» | 2009—2010                                       |              | Премьер-министр Республики Узбекистан узб. Oʻzbekiston Respublikasi Bosh vaziri                                  | [ 55 ] [ 56 ] |
| 23 января 2015 | 14 декабря 2016                            | Шавкат Миромонович Мирзиёев (1957—) узб. Shavkat Miromonovich Mirziyoyev        | 2014—2015       | Демократическая партия Узбекистана «Миллий тикланиш» |                                                 |              | Премьер-министр Республики Узбекистан узб. Oʻzbekiston Respublikasi Bosh vaziri                                  | [ 55 ] [ 56 ] |
| 20 (I—III)     |                                            | Абдулла Нигматович Арипов (1961—) узб. Abdulla Nigʻmatovich Aripov              | 14 декабря 2016 | 21 января 2020                                       | Либерально-демократическая партия Узбекистана   | [ комм. 12 ] | Премьер-министр Республики Узбекистан узб. Oʻzbekiston Respublikasi Bosh vaziri                                  | [ 57 ] [ 58 ] |
| 20 (I—III)     | 21 января 2020                             | Абдулла Нигматович Арипов (1961—) узб. Abdulla Nigʻmatovich Aripov              | 20 ноября 2024  | 2019—2020                                            | Либерально-демократическая партия Узбекистана   |              | Премьер-министр Республики Узбекистан узб. Oʻzbekiston Respublikasi Bosh vaziri                                  | [ 57 ] [ 58 ] |
| 20 (I—III)     | 20 ноября 2024                             | Абдулла Нигматович Арипов (1961—) узб. Abdulla Nigʻmatovich Aripov              | действующий     | 2024                                                 | Либерально-демократическая партия Узбекистана   |              | Премьер-министр Республики Узбекистан узб. Oʻzbekiston Respublikasi Bosh vaziri                                  | [ 57 ] [ 58 ] |